# I lyst og nød
"I lyst og nød" er den tolvte episode af den danske tv-serie Matador. Den blev skrevet af seriens skaber Lise Nørgaard, og den instrueret af Erik Balling. 
Afsnittet foregår i 1936-1937.

## Handling
Frk. Jørgensen, der tidligere arbejedede hos Damernes Magasin, vender tilbage til Korsbæk. Hun møder Violet Vinter og ender med at få arbejde som husholderske hos familien Varnæs. Under en diskussion med Maude fortæller frk. Jørgensen om Hans Christians forhold til Ulla Jacobsen. Maude tager på en rejse til Schweiz.
Røde og Herbert rejser til Spanien for at deltage i den spanske borgerkrig. Røde ombestemmer sig dog, og vender hjem til sin familie i Korsbæk.
Byrådssekretæren er rejst væk, men sender et brev hjem med det forsvundne notat, hvilket får Mads Skjern i knibe, da han bliver stævnet af Viggo Skjold Hansen. Kristen redder ham indirekte, da han bliver gift med Skjold Hansens datter Iben, hvorefter Skjold Hansen opgiver stævningen.